# Minut a minut
Minut a Minut va ser un programa de televisió d'actualitat esportiva que es va emetre a Canal 9 des de la creació de la cadena fins a 2010, sent un dels programes amb major longevitat de la història de la cadena.
El programa tenia com a presentador a Paco Lloret, que al principi estava acompanyat per Paco Nadal. Junt al Notícies Nou, va ser considerat com un dels millors programes dels inicis de Canal 9. S'emetia els diumenges, en acabar la jornada de la lliga de futbol, i tenia dos edicions: una a les 20.30h. on s'emetien els gols de la jornada, i una altra a les 23.30 amb els resums dels partits. El 1992 es va reformular, introduint entrevistes i públic. Aquell any tenia una audiència de 186.000 persones, amb un programa rècord de 413.000. El 1994 es torna a reformular, gravant-se al major plató dels estudis d'RTVV, un videowall de 21 monitors, i els resums dels partits dels equips valencians a categories inferiors, a més d'altres esports. En 1994 tenia una audiència de 164.000 espectadors (14,41%).